# ماساكي تسوتشيهاشي
ماساكي تسوتشيهاشي (باليابانية: 土橋 正樹) (23 يوليو 1972 في كاناغاوا في اليابان – )؛ هو لاعب كرة قدم ياباني سابق كان يلعب كلاعب وسط. سبق له أن لعب مع منتخب اليابان.

## وصلات خارجية
- ماساكي تسوتشيهاشي على موقع رابطة كرة القدم اليابانية للمحترفين (اليابانية)
- ماساكي تسوتشيهاشي على موقع قاعدة بيانات كرة القدم.إي يو (الإنجليزية)
- ماساكي تسوتشيهاشي على موقع ناشيونال فوتبول تيمز (الإنجليزية)
- ماساكي تسوتشيهاشي على موقع عالم كرة القدم.نت (الإنجليزية)

- National Football Teams
- Japan National Football Team Database